# Шостаки (Гродненская область)
Шостаки́ (бел. Шастакі́, пол. Szostaki) — деревня в Сморгонском районе Гродненской области Белоруссии. Входит в состав Вишневского сельсовета, до 2016 года входила в состав Войстомского сельсовета.
Расположена у восточной границы района к северо-востоку от реки Ганутка. Расстояние до районного центра Сморгонь по автодороге — около 15 км, до центра сельсовета агрогородка Войстом по прямой — 5,5 км. Ближайшие населённые пункты — Дервели, Острово, Угляны.
Согласно переписи население деревни в 1999 году насчитывало 38 человек.
В основе названия лежит дохристианское личное имя Шостак (шестой сын в семье).
Через Шостаки проходит автомобильная дорога республиканского значения Р63 Борисов — Вилейка — Ошмяны. Также из деревни начинается автодорога местного значения Н6137 Шостаки — Мицкевичи — Студенец.
Через деревню проходят регулярные автобусные маршруты:
- Сморгонь — Вилейка
- Сморгонь — Вишнево
- Сморгонь — Мицкевичи
- Сморгонь — Ордея
- Сморгонь — Свайгини